# Subsignal
I Subsignal sono un gruppo rock progressivo. La band fu in origine un progetto parallelo dei membri dei Sieges Even Arno Menses (voce) e Markus Steffen (chitarra).

## Formazione
- Arno Menses - voce
- Markus Steffen - chitarra
- David Bertok - tastiera
- Ralf Schwager - basso
- Danilo Batdorf - batteria

## Discografia

### Album in studio
- 2009 - Beautiful & Monstrous
- 2011 - Touchstones
- 2013 - Paraíso
- 2013-2015 - The beacons of somewhere sometime
- 2018 - La Muerta

### Album dal vivo
- 2012 - Out There Must Be Something (Live DVD)

### Singoli
- 2013 - The Blueprint of a Winter